# Carse (Maßeinheit)
Carse war ein französisches Volumen- und Getreidemaß für trockene Waren. Es war in seiner Größe recht unterschiedlich. Verbreitet war das Maß in Sully und Gien in Mittelfrankreich.
- Sully 1 Carse = 806 Pariser Kubikzoll = 15,181816 Liter
- Gien 1 Carse = 806 Pariser Kubikzoll (auch 839 Pariser Kubikzoll = 16,642 Liter)
- 1 Carse = 256,79 Pariser Kubikzoll[1] = 3 3/5 Maß (Wiener)[2] = 5,0937 Liter